# بتانی، کبک
بتانی (به فرانسوی: Béthanie) شهری در منطقه شهری اکتون ناحیه مونترژی در استان کبک کانادا است. در سرشماری سال ۲۰۱۱ این شهر ۳۳۸ نفر جمعیت داشته‌است و مساحت آن ۴۷٫۲۹ کیلومتر مربع است.